# 平成29年度全国高等学校総合体育大会
平成29年度全国高等学校総合体育大会（へいせい29ねんどぜんこくこうとうがっこうそうごうたいいくたいかい）は、2017年（平成29年）7月から2018年（平成30年）2月にかけて行われた全国高等学校総合体育大会である。
実施34競技のうち、30競技による夏季大会が2017年7月28日 - 8月20日を開催期間として南東北3県で、冬季大会の4競技が競技種目ごとに下記開催地および開催期間にてそれぞれ実施された。

## 夏季大会
夏季大会は、山形県を中心とする南東北で開催された。総合開会式は7月28日。

### 概要
- 愛称：はばたけ世界へ 南東北総体 2017[2]
- スローガン：「繫がる絆 魅せよう僕らの若き力」[2]
- 総合開会式：山形県総合運動公園総合体育館メインアリーナ[1]
- 開催地：山形県（総合開会式など）、宮城県、福島県

### 実施競技・会場一覧

#### 山形県
- 陸上競技（NDソフトスタジアム山形）
- 体操競技（酒田市国体記念体育館（体操競技のみ）、山形市総合スポーツセンター第一体育館（新体操のみ））
- バレーボール（男子）（山形市総合スポーツセンター第一体育館、寒河江市市民体育館、天童市スポーツセンター）

- ソフトボール（男子：南陽市民体育館（開会式のみ）、南陽市総合公園、南陽市向山公園ソフト場）（女子：長井市陸上競技場（開会式のみ）、長井市野球場、長井市あやめ公園多目的運動広場、白鷹町ソフトボール場、白鷹町野球場）
- バドミントン
- 登山（蔵王山系・月山、幕営地：山形市蔵王総合グラウンド、西川町弓張平公園キャンプ場、山形市蔵王体育館（開会式のみ））
- レスリング（上山市三友エンジニア体育文化センター）
- ホッケー（川西町フレンドリープラザ（開会式のみ）、川西町総合運動公園ホッケー競技場、山形県立米沢商業高等学校ホッケー場）
- カヌー（西川町弓張平公園陸上競技場（開会式のみ）、西川町月山湖カヌースプリント競技場）

#### 宮城県
- バレーボール（女子）（利府町セキスイハイム・スーパーアリーナ、多賀城市総合体育館、利府町総合体育館）
- サッカー（松島町文化観光交流館（開会式のみ）、ユアテックスタジアム仙台（決勝・閉会式のみ）、仙台市泉サッカー場西フィールド（男子のみ）、仙台市泉グラウンド、松島フットボールセンター（ピッチ2は男子のみ）、松島運動公園多目的運動広場、七ヶ浜サッカースタジアム、ひとめぼれスタジアム宮城、みやぎ生協めぐみ野サッカー場（Bグラウンドは男子のみ））
- 剣道（カメイアリーナ仙台）
- 相撲（大崎市鳴子スポーツセンター）
- 水泳（競泳・飛込：宮城県総合運動公園セントラルスポーツ宮城G21プール、水球：柴田町ヒルズ県南総合プール）
- 弓道（カメイアリーナ仙台）
- フェンシング（気仙沼市総合体育館）
- ボート（登米祝祭劇場（開会式のみ）、登米市アイエス総合ボートランド）
- なぎなた（仙台市宮城野体育館）
- 少林寺拳法（塩釜ガス体育館）
- アーチェリー（利府町セキスイハイム・スーパーアリーナ（開会式のみ）、ひとめぼれスタジアム宮城）

#### 福島県
- ソフトテニス（あいづ総合体育館（開会式・閉会式のみ）、会津総合運動公園テニスコート）
- 卓球（郡山総合体育館）
- バスケットボール（福島県営あづま総合体育館、福島市国体記念体育館、福島市西部体育館、福島県立福島商業高等学校体育館、福島県立福島南高等学校体育館、福島成蹊高等学校体育館、福島県立福島高等学校体育館、福島県立橘高等学校体育館、福島県立福島西高等学校体育館）
- 柔道（郡山総合体育館）
- ハンドボール（福島県営あづま総合体育館、福島市国体記念体育館、福島市西部体育館、福島県立福島商業高等学校体育館）
- ボクシング（あいづ総合体育館）
- ウエイトリフティング（福島県立福島明成高等学校体育館）
- 自転車競技（トラック：いわき市パレスいわや（開会式のみ）、いわき平競輪場）（ロード：石川町共同福祉施設（開会式のみ）、石川町・浅川町周回特設コース）
- 空手道（猪苗代町総合体育館）
- テニス（會津風雅堂（開会式のみ）、会津総合運動公園テニスコート）

#### 和歌山県
- ヨット：和歌山セーリングセンターで開催された。

## 冬季大会
- スケート・アイスホッケー[注釈 1]：スケートは第73回国民体育大会と同時開催され、アイスホッケーは北海道帯広市で開催された。
- スキー[注釈 1]：岐阜県で開催された。

### ラグビーフットボール大会
ラグビーフットボール大会は、第97回全国高等学校ラグビーフットボール大会として2017年12月27日 - 2018年1月8日に大阪府東大阪市の花園ラグビー場、花園中央公園多目的球技広場で開催された。

### 駅伝大会
駅伝大会は、男子第68回女子第29回全国高等学校駅伝競走大会として2017年（平成29年）12月24日に京都府京都市の京都市西京極総合運動公園陸上競技場、京都市西京極陸上競技場付設マラソンコースで開催された（開会式・表彰式はハンナリーズアリーナで実施）。

#### 概要
- 主催：公益財団法人全国高等学校体育連盟、公益財団法人日本陸上競技連盟、毎日新聞社、京都府、京都府教育委員会、京都市、京都市教育委員会
- 後援：文部科学省、日本放送協会（NHK）
- 主管：公益財団法人全国高等学校体育連盟陸上競技専門部、一般財団法人京都陸上競技協会、京都府高等学校体育連盟

#### 大会記録

##### 入賞校
| 全国高等学校駅伝競走大会 | 全国高等学校駅伝競走大会 | 優勝              | 2位             | 3位                 | 4位                 | 5位                 | 6位               | 7位                   | 8位                 |
| ------------------------ | ------------------------ | ----------------- | --------------- | ------------------- | ------------------- | ------------------- | ----------------- | --------------------- | ------------------- |
| 2017年 （平成29年）      | 男子第68回大会           | 佐久長聖 （長野） | 倉敷 （岡山）   | 仙台育英 （宮城）   | 大分東明 （大分）   | 一関学院 （岩手）   | 浜松日体 （静岡） | 札幌山の手 （北海道） | 須磨学園 （兵庫）   |
| 2017年 （平成29年）      | 女子第29回大会           | 仙台育英 （宮城） | 長野東 （長野） | 薫英女学院 （大阪） | 立命館宇治 （京都） | 筑紫女学園 （福岡） | 西脇工 （兵庫）   | 興譲館 （岡山）       | 神村学園 （鹿児島） |

##### 区間賞
| 全国高等学校駅伝競走大会 | 全国高等学校駅伝競走大会 | 1区                          | 2区                                  | 3区                                  | 4区                           | 5区                          | 6区                          | 7区                          |
| ------------------------ | ------------------------ | ---------------------------- | ------------------------------------ | ------------------------------------ | ----------------------------- | ---------------------------- | ---------------------------- | ---------------------------- |
| 2017年 （平成29年）      | 男子第68回大会           | 中谷雄飛 （佐久長聖） 29'15" | 服部凱杏 （佐久長聖） 8'06"          | チャールズ・ニジオカ （倉敷） 23'11" | 本間敬大 （佐久長聖） 23'28"  | 小野一貴 （倉敷） 8'41"      | 鈴木芽吹 （佐久長聖） 14'20" | 下舘真樹 （一関学院） 14'20" |
| 2017年 （平成29年）      | 女子第29回大会           | 和田有菜 （長野東） 19'09"   | ヘレン・エカラレ （仙台育英） 12'25" | 村尾綾香 （薫英女学院） 9'40"        | 中島紗弥 （薫英女学院） 9'22" | 木村梨七 （仙台育英） 15'34" | -                            | -                            |